# George Allen & Unwin
George Allen & Unwin Ltd was een Britse uitgeverij. Het bedrijf werd in 1871 opgericht als George Allen & Sons, en werd George Allen & Unwin in 1914 nadat Sir Stanley Unwin zich inkocht in het bedrijf. Unwin's zoon Rayner S. Unwin en neef Philip gaven ook leiding aan het bedrijf. 
Het bedrijf publiceerde de werken van Bertrand Russell, Arthur Waley, Roald Dahl en Thor Heyerdal en werd vooral bekend om het publiceren van J.R.R. Tolkien's werk, eerst de populaire fantasyroman The Hobbit, in 1937, en zijn high fantasy-werk The Lord of the Rings in 1954-1955.
Het bedrijf fuseerde in 1986 en werd Unwin Hyman; dit werd in 1990 overgenomen door HarperCollins.

## Allen & Unwin
Allen & Unwin Australia is een Australische uitgeverij die in 1976 werd opgericht als dochteronderneming van de bovengenoemde Britse uitgeverij. De Australische tak werd door een managementbuy-out zelfstandig, en voert als naam kortweg "Allen & Unwin".